# Benjamin Salisbury
Benjamin David Salisbury (Minneapolis, 19 oktober 1980) is een Amerikaans acteur. Hij is vooral bekend van de rol van Brighton Sheffield in de comedyserie "the Nanny". Deze serie liep van 1993 tot 1999. Buiten de camera's om trakteerde hij zijn medespelers en het publiek van "the Nanny" vaak op geïmproviseerde dansjes. Hij is dan ook een begenadigd danser.
Salisbury heeft 2 zussen en een broer en heeft hier veel contact mee. In 1998 slaagde hij op de Wayzata High School in Plymouth, Minnesota. Hij ging daarna journalistiek studeren aan de American University in Washington, D.C. en is op 2 juli 2006 getrouwd met Kelly Murkey.
Behalve zijn vaste rol in "the Nanny" speelde hij ook Martin Shorts zoon in de film "Captain Ron" (1992). Tevens speelde hij de sportcommentator in "D3: The Mighty Ducks" (1996). Ook deed hij auditie voor de rol van Bart Simpson in de live-film-versie van deze animatieserie.
Hij was ook te zien in de reünie-aflevering van "the Nanny", getiteld: The Nanny Reunion: A Nosh to Remember.

## Filmografie
| Naam van film of serie                                   | Naam karakter          | Jaar        |
| -------------------------------------------------------- | ---------------------- | ----------- |
| Captain Ron                                              | Als Benjamin Harvey    | 1992        |
| Shimmer                                                  | Als Young Spacy        | 1993        |
| The Nanny                                                | Als Brighton Sheffield | 1993 - 1999 |
| Iron Will                                                | Als Scout              | 1994        |
| The Mighty Ducks                                         | Als Josh               | 1996        |
| Promised Land                                            | Als Trevor Riley       | 1996        |
| Kirk                                                     | Als Preston Beckman IV | 1996        |
| Guide to the World of Family Computers, Software & Games | Als Ben                | 1996        |
| The Daily Show                                           | Als zichzelf           | 1997        |
| Pledge of Allegiance                                     | Als Derek              | 2003        |
| The Nanny Reunion: A Nosh to Remember                    | Als zichzelf           | 2004        |
| Numb3rs                                                  | Als docent             | 2005        |
| On the Brink                                             | Als Craig              | 2006        |

- International Standard Name Identifier: 0000 0000 4214 998X
- Library of Congress Control Number: no97016376
- Virtual International Authority File: 73455269
- WorldCat: E39PBJrrxM7p3GKkHhBFHKf6rq